# LPGA Tour 2009
Sezon LPGA Tour 2009 był cyklem cotygodniowych zawodów golfowych dla najlepszych zawodniczek z całego świata rozgrywanych od stycznia do listopada. Wszystkie rozegrane turnieje były sankcjonowane przez Ladies Professional Golf Association (LPGA), amerykańską organizację zrzeszającą zawodowe golfistki. W sezonie 2009 łączna pula nagród w turniejach LPGA Tour była równa ok. 48 mln USD – o 12 mln mniej niż w poprzednim roku.
Liderką rankingu zarobków na koniec sezonu została Jiyai Shin (1.807.334 USD). Shin wraz z Loreną Ochoa wygrała również największą liczbę trzech turniejów.
Zwyciężczyniami czterech turniejów Wielkiego Szlema LPGA zostały:
- Brittany Lincicome – Kraft Nabisco Championship
- Anna Nordqvist – LPGA Championship
- Ji Eun-hee – U.S. Women's Open
- Catriona Matthew – Women's British Open

Dla Nordqvist było to nie tylko pierwsze zwycięstwa Wielkiego Szlema, ale też pierwsze wygrane w turnieju LPGA Tour. Pozostałe zawodniczki wygrywały już wcześniej na tourze.
W 2009 na stanowisku komisarza LPGA Carolyn Bivens została zastąpiona przez Michaela Whana. Bivens ustąpiła w lipcu pod presją zawodniczek niezadowolonych z wypełniania przez nią swoich obowiązków.

## Kalendarz LPGA Tour 2009
Liczby w nawiasach poprzedzające nazwiska zwycięzców odpowiadają liczbie dotychczasowych indywidualnych zwycięstw danej zawodniczki w oficjalnych zawodach LPGA Tour włączając tenże turniej.
| Daty                        | Turniej                             | Miejsce          | Zwyciężczyni           |
| --------------------------- | ----------------------------------- | ---------------- | ---------------------- |
| 24-25 stycznia              | HSBC LPGA Brasil Cup                | Brazylia         | Catriona Matthew (2)   |
| 12-14 lutego                | SBS Open at Turtle Bay              | Hawaje           | Angela Stanford (4)    |
| 26 lutego-1 marca           | Honda LPGA Thailand                 | Tajlandia        | Lorena Ochoa (25)      |
| 5-8 marca                   | HSBC Women's Champions              | Singapur         | Jiyai Shin (4)         |
| 20-22 marca                 | MasterCard Classic                  | Meksyk           | Pat Hurst (6)          |
| 26-29 marca                 | Phoenix LPGA International          | Arizona          | Karrie Webb (36)       |
| 2-5 kwietnia                | Kraft Nabisco Championship          | Kalifornia       | Brittany Lincicome (3) |
| 23-26 kwietnia              | Corona Championship                 | Meksyk           | Lorena Ochoa (26)      |
| 7-10 maja                   | Michelob ULTRA Open at Kingsmill    | Wirginia         | Cristie Kerr (12)      |
| 14-17 maja                  | Sybase Classic                      | New Jersey       | Oh Ji-young (2)        |
| 21-24 maja                  | LPGA Corning Classic                | Nowy Jork        | Yani Tseng (2)         |
| 4-7 czerwca                 | State Farm Classic                  | Illinois         | Kim In-kyung (2)       |
| 11-14 czerwca               | LPGA Championship                   | Maryland         | Anna Nordqvist (1)     |
| 25-28 czerwca               | Wegmans LPGA                        | Nowy Jork        | Jiyai Shin (5)         |
| 2-5 lipca                   | Jamie Farr Owens Corning Classic    | Ohio             | Yi Eun-jung (1)        |
| 9-12 lipca                  | U.S. Women's Open                   | Pensylwania      | Ji Eun-hee (2)         |
| 23-26 lipca                 | Evian Masters                       | Francja          | Ai Miyazato (1)        |
| 30 lipca-2 sierpnia         | Women's British Open                | Wielka Brytania  | Catriona Matthew (3)   |
| 21-23 sierpnia              | Solheim Cup                         | Illinois         | USA                    |
| 28-30 sierpnia              | Safeway Classic                     | Oregon           | M.J. Hur (1)           |
| 3-6 września                | Canadian Women's Open               | Kanada           | Suzann Pettersen (6)   |
| 11-13 września              | P&G Beauty NW Arkansas Championship | Arkansas         | Jiyai Shin (6)         |
| 17-20 września              | Samsung World Championship          | Kalifornia       | Choi Na-yeon (1)       |
| 24-27 września              | CVS/pharmacy LPGA Challenge         | Kalifornia       | Sophie Gustafson (5)   |
| 1-4 października            | Navistar LPGA Classic               | Alabama          | Lorena Ochoa (27)      |
| 30 października-1 listopada | Hana Bank-KOLON Championship        | Korea Południowa | Choi Na-yeon (2)       |
| 6-8 listopada               | Mizuno Classic                      | Japonia          | Song Bo-bae (1)        |
| 10 listopada                | Wendy's 3-Tour Challenge            | Nevada           | Drużyna LPGA           |
| 12-15 listopada             | Lorena Ochoa Invitational           | Meksyk           | Michelle Wie (1)       |
| 19-22 listopada             | LPGA Tour Championship              | Teksas           | Anna Nordqvist (2)     |

Turnieje wielkoszlemowe zostały wytłuszczone.

## Nagrody LPGA Tour
Spośród corocznie przyznawanych przez LPGA nagród trzy mają na celu wyróżnienie golfistek w kategoriach bezpośrednio związanych z wynikami uzyskanymi podczas turniejów w danym sezonie.
- Player of the Year – wręczana liderce klasyfikacji, opartej na systemie punktów przyznawanych następująco:
  - punktowane są miejsca w pierwszej dziesiątce: 30 punktów za 1., 12 za 2., 9 za 3., 7, 6, 5, 4, 3, 2, 1 odpowiednio za kolejne od 4. do 10.,
  - punktacja dla turniejów wielkoszlemowych jest podwajana.
    - zwyciężczyni za 2009: Lorena Ochoa, drugie miejsce: Jiyai Shin
- Vare Trophy – nazwana dla upamiętnienia Glenny Collett-Vare przyznawana jest golfistce z najniższą średnią uderzeń,
  - zwyciężczyni za 2009: Lorena Ochoa, drugie miejsce: Jiyai Shin
- Louise Suggs Rookie of the Year – nagroda nosząca imię jednej z współzałożycielek LPGA Louise Suggs przeznaczona jest dla najlepszej debiutantki wyznaczonej w oparciu o punkty przyznawane w poniższy sposób:
  - punktowane są występy w turniejach w których golfistka przeszła cuta, 150 punktów za 1. miejsce, 80 za 2., 75 za 3., 70 za 4., 65 za 5. Za kolejne miejsca aż do 41. przyznawana jest liczba punktów monotonicznie zmniejszana o 3 z każdą pozycją. Miejsca poniżej 41. punktowane są tą samą liczbą 5 punktów
  - punktacja dla turniejów wielkoszlemowych jest podwajana.
    - zwyciężczyni za 2009: Jiyai Shin, drugie miejsce: Anna Nordqvist